# بنتلی (کانزاس)
بنتلی (به انگلیسی: Bentley) شهری در ایالت کانزاس کشور ایالات متحده آمریکا است که جمعیت آن در سرشماری سال ۲۰۱۰ میلادی، ۵۳۰ نفر بوده‌است.